# Stampa (Bregaglia)
Stampa (toponimo italiano) è una frazione di 595 abitanti del comune svizzero di Bregaglia, nella regione Maloja (Canton Grigioni).

## Geografia fisica
Stampa è situato in Val Bregaglia, sulla sponda sinistra della Maira; dista 17 km da Chiavenna, 32 km da Sankt Moritz e 98 km da Coira. Il passo del Maloja, Maloja e una parte del lago di Sils erano compresi nel territorio di Stampa; il punto più elevato del territorio è la Cima di Castello (3388 m s.l.m.), che segna il confine con la Val Masino.

## Origini del nome
Il paese deriva il suo nome da quello della famiglia Stampa (da non confondere con l'omonima famiglia milanese), feudataria della Val Bregaglia, della quale Stampa è il capoluogo storico.

## Storia
Abitato da tempi molto antichi, testimoniati dalla presenza della tomba di Stampa, reperto archeologico risalente fra il I e il IV secolo A.C., dell'antico borgo si ha notizia almeno dal XIV secolo. Stampa divenne comune autonomo nel 1859. Il suo territorio si estendeva per 94,82 km², comprendendo anche le frazioni di Borgonovo, Caccior, Canova, Cavril, Coltura e Maloja.
Dopo un'attività municipale di un secolo e mezzo, il 1º gennaio 2010 è stato accorpato agli altri comuni soppressi di Bondo, Castasegna, Soglio e Vicosoprano, per formare il nuovo comune di Bregaglia.

## Monumenti e luoghi d'interesse

### Architetture religiose
- Chiesa riformata di San Pietro in località Coltura, edificio tardobarocco del 1743[2].

### Architetture civili

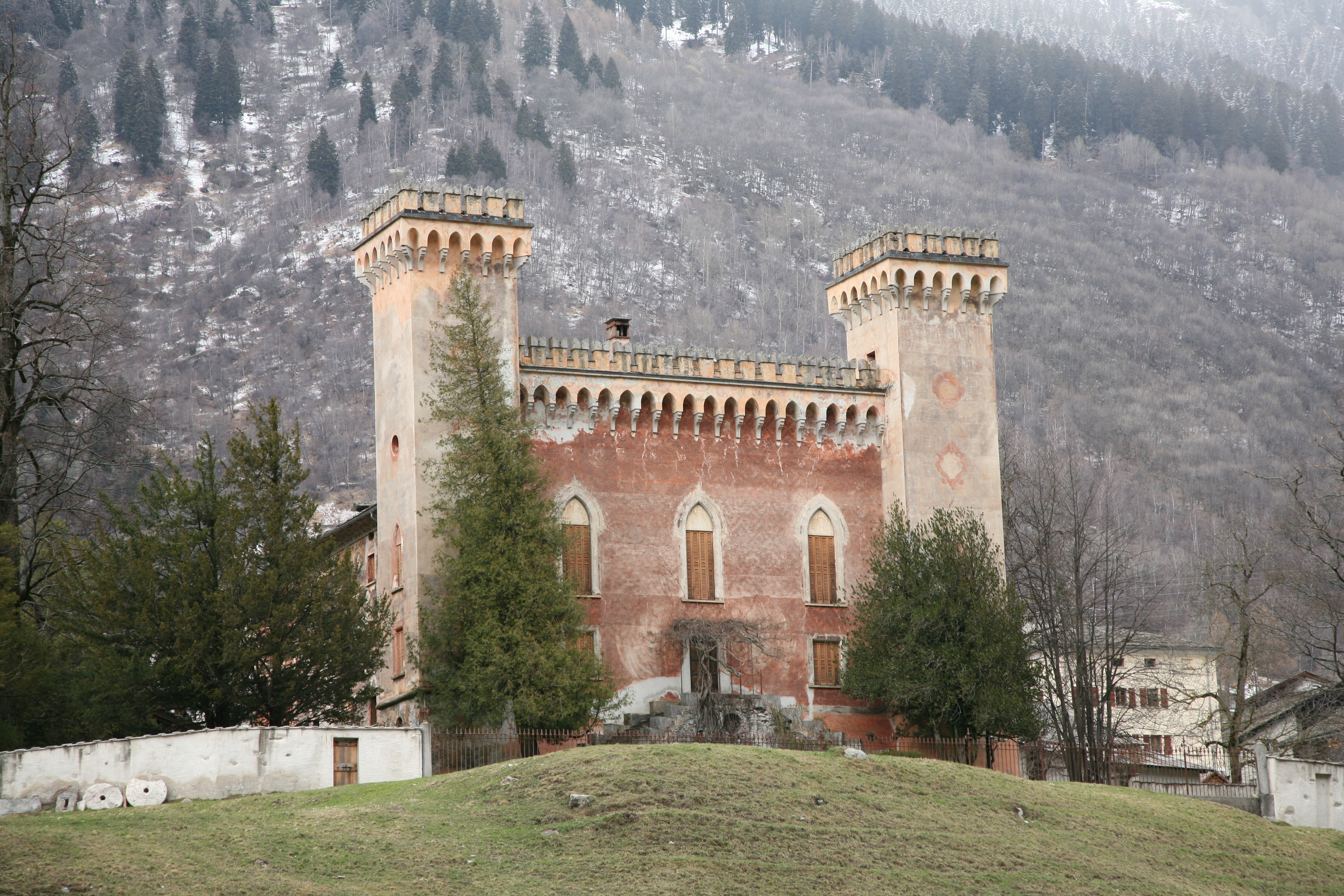
Palazzo Castelmur

- Ex albergo Piz Dua, edificato nel 1586;
- Casa d'abitazione del 1755, residenza della famiglia di artisti Giacometti;
- Ex Casa Salis, del 1593;
- Ciäsa Granda, oggi museo della valle, eretta nel 1581;
- Casa natale di Augusto Giacometti, del 1602;
- Ex mulino, eretto alla fine del XVI secolo[senza fonte];
- Palazzo Castelmur in località Coltura, del 1723-1840[4];
- Il cosiddetto Convento, ex ospizio in località Casaccia eretto nel 1520[senza fonte]

## Società

### Evoluzione demografica
L'evoluzione demografica è riportata nella seguente tabella:
Abitanti censiti

### Lingue e dialetti
La lingua prevalente è l'italiano; il dialetto locale è il bregagliotto (bargaiott), un dialetto lombardo alpino molto influenzato lessicalmente dal romancio.
| %   | Ripartizione linguistica (gruppi principali) |
| --- | -------------------------------------------- |
| 28% | madrelingua tedesca                          |
| 69% | madrelingua italiana                         |
| 2%  | madrelingua romancia                         |

## Cultura

### Istruzione
Stampa ospita la sede di scuola secondaria del comune di Bregaglia.
A Borgonovo di Stampa il 10 ottobre  1901 è nato lo scultore Alberto Giacometti.

## Infrastrutture e trasporti
Le stazioni ferroviarie più vicine sono quelle di Chiavenna, in Italia, e di Sankt Moritz.